# Vanesse du peuplier
Nymphalis vaualbum
Espèce
La Vanesse du peuplier ou Tortue faux-gamma (Nymphalis vaualbum) est une espèce d'insectes lépidoptères (papillons) de la famille des Nymphalidae, de la sous-famille des Nymphalinae, de la tribu des Nymphalini et du genre Nymphalis.
Dans l'Est de l'Europe, c'est un migrateur vers le nord et vers le sud de son domaine.

## Systématique
Nom valide :
- Nymphalis vaualbum ([Denis & Schiffermüller], 1775)

Synonymes :
- Papilio vaualbum [Denis & Schiffermüller], 1775 – protonyme
- Papilio l-album Esper, 1781
- Nymphalis l-album (Esper, 1781)
- Roddia l-album (Esper, 1781)

Cette espèce a d'abord été décrite par les entomologistes allemands Johann Nepomuk Cosmas Michael Denis et Ignaz Schiffermüller en 1775 sous le protonyme Papilio vaualbum.
Certains auteurs considèrent cette description comme invalide, et préfèrent retenir celle faite par Eugen Johann Christoph Esper en 1781 sous le nom de Papilio l-album, ce qui explique que l'espèce soit parfois citée sous le nom de Nymphalis l-album.

### Sous-espèces
- Nymphalis vaualbum vaualbum
- Nymphalis vaualbum samurai Fruhstorfer, 1907 — au Japon[1]
- Nymphalis vaualbum arbustus Churkin et Zhdanko, 2002 — au Kirghizstan[1]
- Nymphalis vaualbum j-album (Boisduval & Leconte, 1833) — en Amérique du Nord[2] — traitée par certains auteurs comme une espèce distincte

## Noms vernaculaires
- en français : la Vanesse du peuplier, la Tortue faux-gamma, la Grande Vanesse (au Canada[2])
- en anglais : False Comma (en Angleterre) ou Compton Tortoiseshell (aux États-Unis)
- en allemand : Weißes L
- en néerlandais : gehakkelde vos
- en polonais : Rusałka laik

## Description
La Vanesse du peuplier est de taille moyenne à grande. Elle ne présente pas de dimorphisme sexuel.
Ses ailes à bords découpés, sont de couleur orange à taches marron noires, caractérisées par des taches costales blanches aux quatre ailes. La bordure des ailes est foncée à taches bleues. Leur revers est marron grisâtre avec au verso des postérieures une virgule blanche caractéristique.

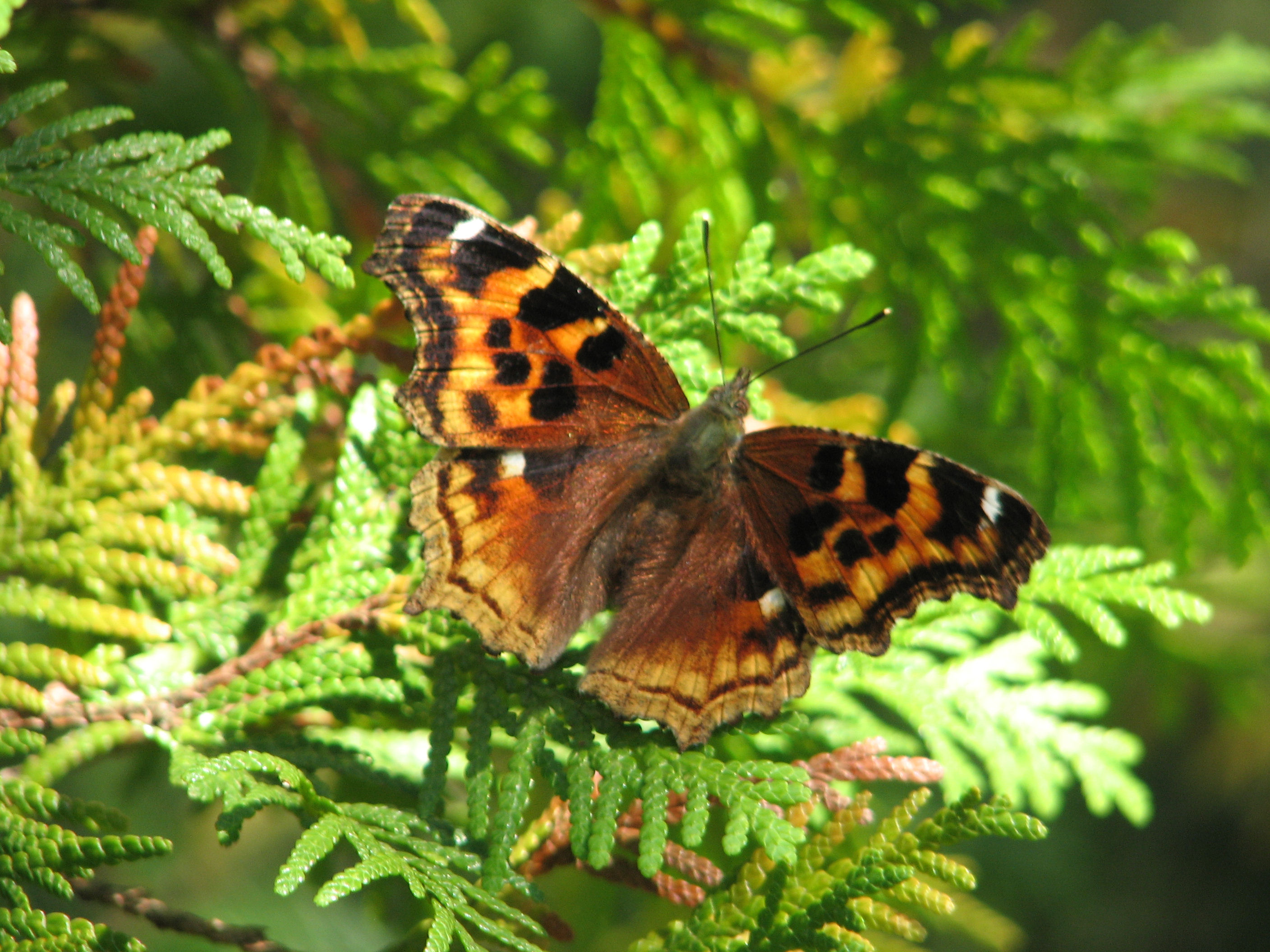
sous-espèce j-album – face supérieure
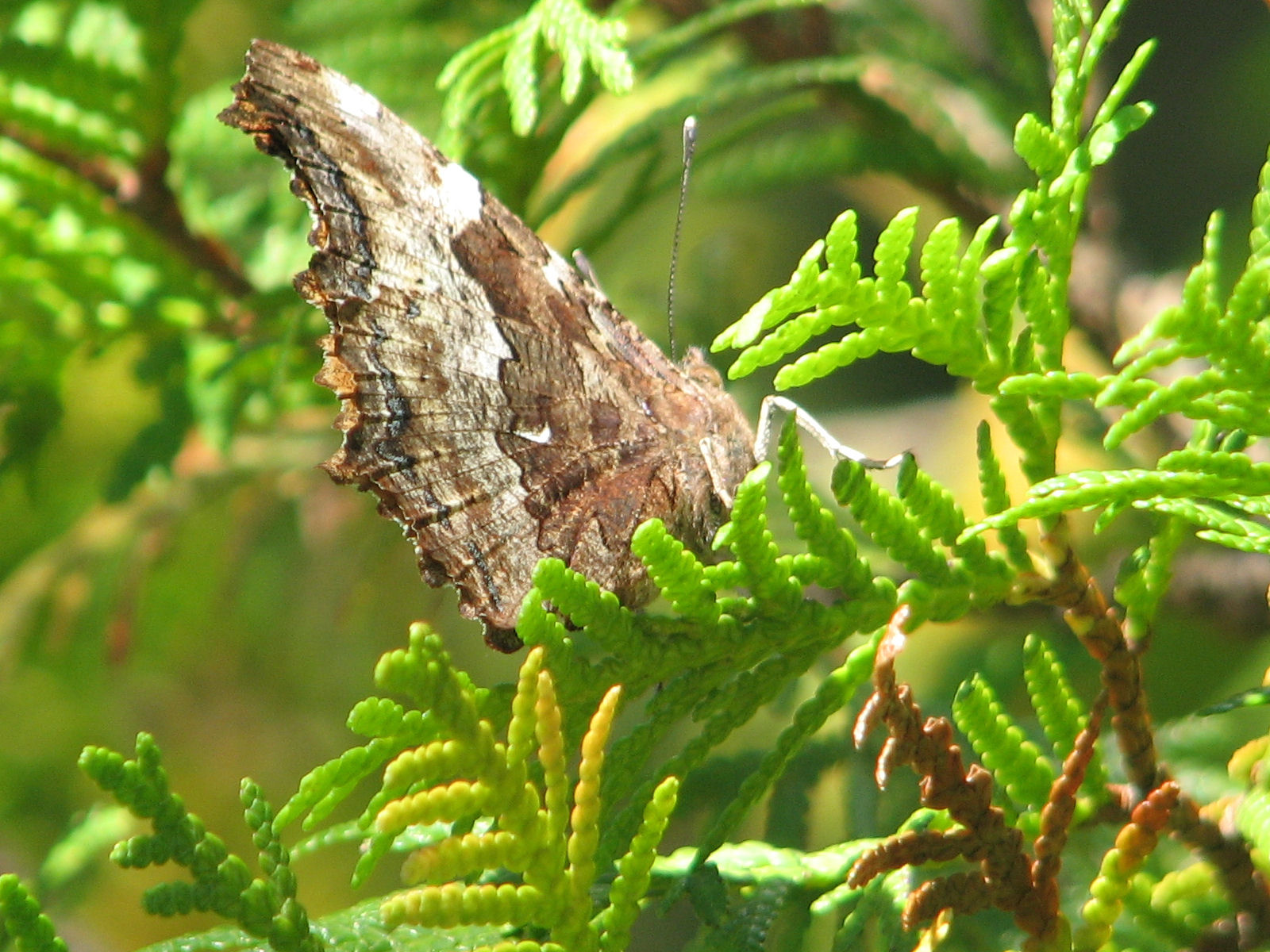
sous-espèce j-album – face inférieure

### Chenille
Les œufs forment une plaque qui entoure la tige. D'abord grégaires les jeunes chenilles vivent sous une toile de soie.
Les imagos se dispersent et migrent dès leur émergence.

### Ressemblances
La Grande tortue et la Tortue à pattes jaunes n'ont pas de tache blanche ni de virgule blanche au revers des ailes postérieures.

## Biologie

### Période de vol et hivernation
La Vanesse du peuplier vole en une génération en juin juillet puis dès avril pour les imagos ayant hiverné dans un creux d'arbre.

### Plantes hôtes
Les plantes hôtes sont des Populus d'où le nom de Vanesse du peuplier, mais aussi des Salix.

## Écologie et distribution
Elle est présente de l’est de l’Europe à la Chine et au Japon, dans toute l'Asie tempérée et dans le nord de l'Amérique du Nord.
En Amérique du Nord, elle est présente au Canada et dans le nord des États-Unis, mais elle est migratrice certaines années jusqu'en Californie.
La Tortue faux-gamma est présente dans tout l'est de l'Europe sans qu'il soit toujours possible de distinguer chez ce migrateur, les colonies stables les colonies temporaires et les migrateurs. Elle serait présente dans le sud de la Pologne, l'est de l'Autriche, la Hongrie, la Roumanie, et migrateur du nord de la Grèce au nord des états baltes et sud de la Finlande.

### Biotope
La Tortue faux-gamma  se plait dans les clairières de forêts de feuillus.

### Protection
La Vanesse du peuplier ou Tortue faux-gamma figure sur le Red data book of European butterflies en Albanie, Bosnie, Croatie, République Tchèque, Hongrie, Roumanie, Russie, Slovaquie, Slovénie, Turquie, Ukraine et Yougoslavie.